# Absolutely Free
Absolutely Free (en español: absolutamente libre) es el segundo álbum de The Mothers of Invention, dirigidos por Frank Zappa. Es, una vez más, una exhibición de composición musical compleja combinada con la sátira política y social. La banda había sido ampliada desde Freak Out! por la llegada del saxofonista Bunk Gardner, el tecladista Don Preston, el guitarrista rítmico Jim Fielder y el baterista Billy Mundi. Sin embargo Fielder abandonó el grupo antes del lanzamiento del álbum y su nombre fue borrado de los créditos.
Este álbum pone el énfasis sobre los movimientos interconectados, y a cada lado del LP de vinilo original, cuenta con una mini-suite. También cuenta con una de las canciones más famosas de la carrera temprana de Zappa, "Brown Shoes Don't Make It ", un tema que ha sido descrito como un "condensado musical de dos horas". 
En el libro Necessity Is..., el exmiembro de The Mothers of Invention Ray Collins dijo que Absolutely Free es probablemente su álbum favorito entre las piezas de The Mothers of Invention.

## Historia
Absolutely Free tienen muchos aspectos del álbum antecesor Freak Out!: aparece Susy en "Son of Suzy Creamcheese", aunque solo se la cita. El álbum tiene pasajes experimentales tanto instrumentales como vocales. Esta armado a partir de dos suites, "Absolutely Free" y "The M.O.I. American Pageant"; cada una ocupa un lado del LP (en su edición original).
La primera se trata de una suite surrealista que consiste en canciones que tratan del "Duke of Prunes". Algo entretenida de escuchar, muestra las habilidades de composición de Zappa. Comienza con "Plastic People", una crítica a la sociedad, los medios de comunicación y el gobierno; la pieza esta elaborada con arreglos de cortar y pegar, que reflejan extrañamente a Brian Wilson. Sigue con una extraña transición, una canción que habla de un funcionario de la ciudad que fantasea con tener relaciones con una menor. Las canciones "Big Leg Emma" y "Why Don'tcha Do Me Right?" eran pistas desechadas de la época, pero no tenían un hilo conductor con Absolutely Free. En algunos pasajes del álbum se pueden escuchar parodias de éxitos clásicos como "Louie Louie", "Baby Love" y "Help Me Rhonda".
La segunda suite habla básicamente de The Mothers tocando en un bar poco iluminado -empañado por humo de cigarrillo- por unos pocos dólares.
Los efectos de sonido de club nocturno de la segunda suite sirvieron de inspiración a muchos artistas, como Jimi Hendrix, The Rolling Stones y The Beatles. También cuenta con una de las composiciones más conocidas de Zappa, "Brown Shoes Don't Make It".

## Lista de canciones
Todas las canciones compuestas por Frank Zappa.

### Cara A
Suite n.º 1: "Absolutely Free"
1. "Plastic People" – 3:42
2. "The Duke of Prunes" – 2:13
3. "Amnesia Vivace" – 1:01
4. "The Duke Regains His Chops" – 1:52
5. "Call Any Vegetable" – 2:15
6. "Invocation & Ritual Dance of the Young Pumpkin" – 7:00
7. "Soft-Sell Conclusion" – 1:40

### Cara B
Suite n.º 2: "The M.O.I. American Pageant"
1. "America Drinks" – 1:52
2. "Status Back Baby" – 2:54
3. "Uncle Bernie's Farm" – 2:10
4. "Son of Suzy Creamcheese" – 1:34
5. "Brown Shoes Don't Make It" – 7:30
6. "America Drinks and Goes Home" – 2:46

## Personal
- Frank Zappa – guitarra, director, voz
- Jimmy Carl Black – batería, voz
- Ray Collins (músico) – voz, pandereta
- Don Ellis – trompeta en "Brown Shoes Don't Make It"
- Roy Estrada – bajo, voz
- Bunk Gardner – instrumentos de viento
- Billy Mundi – batería, percusión
- Don Preston – teclados
- John Rotella – percusión
- Jim Fielder – guitarra, piano
- Pamela Zarubica – voz

## Producción
- Productores: Frank Zappa, Tom Wilson
- Director de ingeniería: Val Valentin
- Ingeniero: Ami Hadani
- Remezclas: David Greene
- Arreglosr: Frank Zappa
- Diseño de cubierta: Ferenc Dobronyi, Cal Schenkel
- Diseño interior: Frank Zappa
- Fotografía portada: Alice Ochs
- Arte de portada: Frank Zappa
- Fotografía: Jerry Deiter

## Listas de venta
| Año  | Lista         | Posición |
| ---- | ------------- | -------- |
| 1967 | Billboard 200 | 41       |